# Марина (роман)
«Марина» (ісп. Marina) — це роман іспанського письменника Карлоса Руїса Сафона, який належить до художньої літератури для підлітків, хоча його неможливо віднести туди повністю. Оригінальною мовою роман був опублікований у 1999 році видавництвом Edebé і передрукований у лютому 2017 року.
Роман виданий українською мовою видавництвом «КСД» у 2022 році.
«Марина» — це найбільш неоднозначний роман з усіх книг авторства Карлоса Руїса Сафона. І, за власним зізнанням письменника, цей роман досі залишається найулюбленішим та найбільш особистим у його творчості.
Незважаючи на містичність, роман описує самодослідження, розквіт любові та її важке управління, а також меланхолію, спричинену вірністю.

## Анотація
Барселона 1980 року. Підліток на ім'я Оскар потрапляє в покинутий будинок на околиці колись розкішного кварталу й знайомиться з його мешканцями — такими ж уламками колишньої величі, як і їх житло. Разом з примарами минулого воскресає й міська легенда — страшна й трагічна історія геніальної та одержимої людини, котра змінила безліч доль. Тільки ось чи легенда це?

## Опис сюжету
Роман починається з міркувань Оскара про минуле. А основні події починаються наприкінці вересня 1979 року в Барселоні. Роман розповідає дві паралельні історії.
Основна — це історія Марини та Оскара. Це зворушлива та емоційна сюжетна лінія. А зустріч із загадковою дівчиною Мариною повністю змінює сентиментальну частину життя Оскара.
Одного разу вона відвозить його на кладовище Сарріа, де розповідає про своєрідну «даму в чорному», яка приходить сюди в останню неділю кожного місяця о десятій годині ранку. Та неділя не була винятком. Врешті-решт вони вирішують прослідкувати за жінкою та дізнатися більше про неї. Це рішення втягує їх у заплутану та небезпечну пригоду.
Потім роман зосереджується на загадковому житті Михайла Колвеніка та його компанії. Михайло — геній у створенні ортопедичних виробів та медичних протезів. Його мотивує одержимість подолати смерть та помилки людських деформацій. Втомившись від генетичної дегенерації, яка деформує та атрофує його, Колвенік реконструює своє тіло до того, як хвороба цілком його поглинає. «Він перетворився на пекельну істоту, смердючу гнилу плоть, з якої він перебудував себе…» Використовуючи есенцію Теуфеля (чорний метелик, що мешкає в каналізації) — він розробляє сироватку, яка підтримує його життя. Після 30 років своєї офіційної смерті Михайло Колвенік повертається, шукаючи те, що підтримує його живим…
Марина Блау та Оскар Драй пронизують цю історію, заховану між передмістями та вузькими вулицями темного та похмурого міста. Декорація прикрашена дощами, холодом та осінніми барвами, які освітлюють Барселону, яка вже не існує. Але існує стара будівля Вело-Гранелла. Саме це зловісне місце занурить головних героїв у пригоду з тяжкими наслідками.
Після того, як читач дізнається про всі ці таємниці, він подумає, що більше вже точно не буде. Але ні… Ще одна видатна таємниця, яку має розкрити Оскар — це секрет Марини. Секрет дівчини, життя якої впливає на його поведінку й назавжди змінює життя Оскара.

## Головні герої
- Оскар Драй: 15-річний підліток, який живе й навчається в школі-інтернаті в Барселоні. Його життя повністю змінюється після зустрічі з Мариною. Вони стають друзями, і любовні настрої починають розвиватися між ними з першої зустрічі. Хлопець відчуває справжню та щиру любов, переживаючи пригоду з проникненням у жахливу таємницю Михайла Колвеніка та Вело-Гранелла.
- Марина Блау: Як і Оскар, вона є головною героїнею оповідання. Вона 15-річна дівчинка, дочка Крістен Ауерман і Германа Блау. Марина захоплююча й прониклива. У неї є краса матері: волосся — світле, а очі — попелясто-сірі. Вона живе з батьком і котом Кафкою в занепалому будинку в Саррії.
- Михайло Колвенік: Експерт у створенні ортопедичних виробів та медичних протезів. Він зловісний персонаж повісті. Одного разу йому вдалося подолати смерть, дослідивши життя чорного метелика і перетворившись на монстра.
- Єва Іринова: Росіянка. Коли Єва була дитиною, її усиновили коміки Сергій та Тетяна. У минулому вона була відомою оперною співачкою. Вона познайомилася з Кольвеником на одному зі своїх виступів.

## Другорядні персонажі
- Герман Блау: батько Марини. Волосся у нього біле й довге, а руки довгі з тонкими пальцями. Він винятковий художник і живописець. У молодості він був стажистом Кіма Сальвата. Тепер його єдина причина жити - дочка Марина.
- Джоан Шеллі: Старий чоловік. Багато років тому він був лікарем Колвеніка.
- Віктор Флоріан: Був інспектором поліції (тепер пенсіонер) і намагався розслідувати справу Колвеніка та Вело-Гранелла.
- Луїс Кларет: Чоловік зі світлими й глибокими очима, зі зморшками на обличчі. Він був водієм Єви Іринової.
- Бенджамін Сентіс: Нетерплячий та заздрісний чоловік.
- Сергій Глазунов: опікун Єви Іринової.
- Тетяна Глазунова: сестра-близнюк Сергія Глазунова. Удочерила Єву разом зі своїм братом.
- Марія Шеллі: Має тендітну статуру й пахне рожевою водою. Їй було близько 30-ти років, але виглядала молодшою.
- Джи-Еф: друг у школі-інтернаті, де вони навчаються разом. У нього глибокі очі, нервовий темперамент та слабкий фізичний стан.
- Кім Сальват: За деякими плітками, він був коханцем матері Германа Блау. Пізніше Герман став йому учнем.